# Document de Nara sur l'authenticité

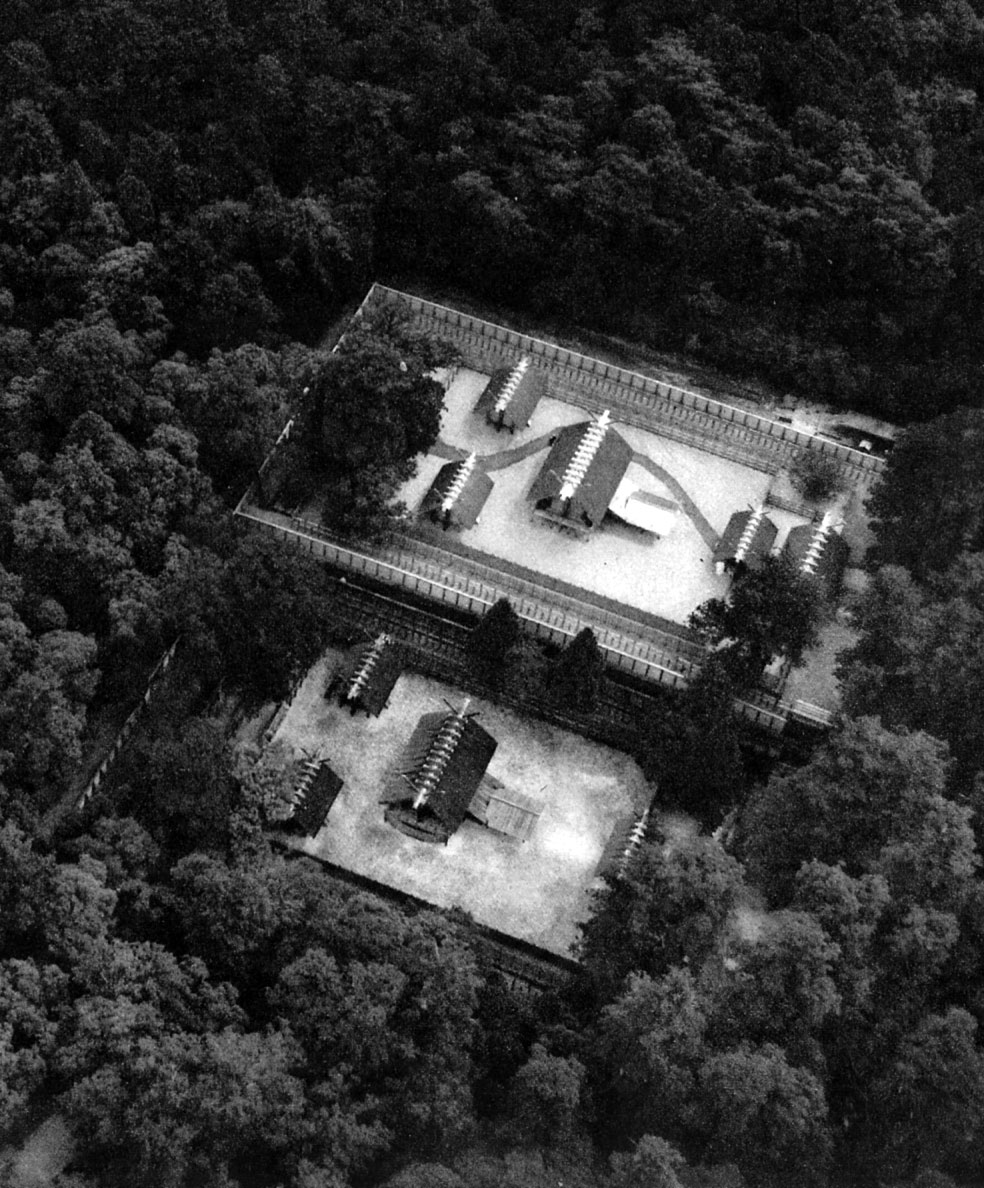
Le patrimoine culturel japonais étant principalement constitué de bois, et non de pierre comme en Occident, cela oblige à la reconstruction rituelle de ces monuments (comme pour le sanctuaire d'Ise (photo) qui est ainsi totalement reconstruit tous les vingt ans). Le concept d'« authenticité » des monuments historiques établi par la Charte de Venise de 1964 ne peut donc pas s'appliquer au Japon, ce qui incite les experts à se réunir à Nara pour délibérer et donner naissance au concept d'« authenticité immatérielle » et d'« authenticité progressive ».

Le Document de Nara sur l'authenticité est un texte de 1994 qui fournit une compréhension plus large pour la préservation et la restauration des objets et des bâtiments anciens en prenant en compte la diversité culturelle et du patrimoine culturel afin d’évaluer la valeur et l’authenticité des biens culturels de manière plus objective. Il est rédigé par 45 représentants de 28 pays après avoir délibéré sur la définition et l’évaluation de l’authenticité lors de la conférence de Nara en novembre 1994.
Une telle conférence est suggérée par l'ICOMOS lors de la 16e réunion du Comité du patrimoine mondial. Le gouvernement japonais prit l’initiative et organisa la conférence conjointement avec l'UNESCO, l'ICCROM et l'ICOMOS. Les experts participant à la conférence sont parvenus à un consensus sur le fait que l'« authenticité est un élément essentiel de la définition, de l'évaluation et de la surveillance du patrimoine culturel ». Ils reconnaissent que le concept et l’application du terme d'« authenticité » varient d’une culture à l’autre. Par conséquent, lorsque l'authenticité est évaluée pour un patrimoine culturel particulier, son contexte culturel sous-jacent doit être pris en compte.
Avant le début effectif de la conférence, les pays n’avaient eu pour objectif que d’élargir la gamme des attributs utilisés pour évaluer l’authenticité des biens culturels. Le gouvernement japonais, en particulier, doit légitimer sa pratique consistant à démanteler, reconstruire, réparer et réassembler périodiquement des structures patrimoniales en bois. Finalement, cela n’a pas seulement donné naissance à un cadre technique plus large pour l’analyse de l’authenticité, mais a également clarifié un certain nombre d'idées reçues de longue date qui limitaient la portée de l'application d'« authenticité » pour faciliter la prise de décision pratique dans le domaine de la conservation du patrimoine.

## Document
Le document de Nara est un court texte qui contient quatre sections principales :

### Préambule
Dans cette partie, il est indiqué que le document de Nara découle de la Charte de Venise de 1964. Le document vise à en tirer parti et à en élargir la portée pour tenir compte du nombre grandissant de préoccupations et d’intérêts liés au patrimoine culturel. Il est souligné que « la contribution essentielle de la prise en compte de l'authenticité dans les pratiques de conservation est de clarifier et d'éclairer la mémoire collective de l'humanité ».

### Diversité culturelle et diversité patrimoniale
Il est reconnu que la diversité des cultures et des patrimoines donne une substance à l’humanité tout entière. Par conséquent, une telle diversité devrait être favorisée en tant qu’élément inestimable du développement humain. Comme les différentes cultures ont des systèmes de croyances différents et un large éventail de moyens concrets et intangibles de les exprimer et de les transmettre, il est impératif qu'elles se respectent, en particulier lorsqu'une ou plusieurs valeurs sont en conflit. L'un des principes fondamentaux de l'UNESCO, la nature universelle et les valeurs du patrimoine culturel, est également souligné ici.

### Valeurs et authenticité
Lorsqu'un patrimoine culturel est préservé, ce sont les valeurs qui ont été conférées par « toutes ses formes et toutes ses périodes historiques » qui sont conservées. Afin de rendre ces valeurs compréhensibles, le patrimoine lui-même doit être crédible. En plus de permettre aux gens ordinaires de comprendre le patrimoine, assurer l’authenticité du patrimoine culturel est également déterminant pour les études, dans la « planification de la conservation et de la restauration » et dans les procédures d’inscription de sites du patrimoine sur la liste du Patrimoine mondial.
Étant donné que la notion de valeurs et de crédibilité varie d'une culture à l'autre, il est de la plus haute importance que le patrimoine culturel soit jugé et évalué en fonction de la culture à laquelle il appartient. Il est conseillé de rechercher un large éventail de sources d’informations pour juger de l’authenticité d’un patrimoine culturel, telles que la conception, les matériaux et les fonctions. Ils peuvent à leur tour faire la lumière sur différentes dimensions du patrimoine culturel, comme historiques et sociales.

## Evolution du concept d'authenticité dans le patrimoine culturel
Le mot « authenticité » apparaissant pour la première fois dans un document international relatif à la conservation figure dans la Charte de Venise. Il indique que la reconstruction de sites du patrimoine n'est pas autorisée, alors que seul le réassemblage des originaux est autorisé. Même dans les premières versions du document des Orientations de la Convention du patrimoine mondial, il est indiqué que les biens culturels doivent « satisfaire au test d'authenticité en ce qui concerne la conception, les matériaux, la qualité d'exécution et le cadre ».
Lors de la conférence de Nara, le concept d'« authenticité progressive », qui signifie que les couches d'histoire acquises au fil du temps par un bien culturel, sont considérées comme des attributs authentiques de ce bien culturel, est confirmé. Une courte phrase écrite par David Lowenthal (en) est précise et claire dans la description de ce concept : « L'authenticité n'est en pratique jamais absolue, toujours relative ».